# Philip Fearnside
Philip Martin Fearnside (Berkeley, 25 de maio de 1947) é um biólogo e cientista norte-americano ativo há muitos anos no Brasil, onde desenvolveu a parte mais importante de sua carreira e ganhou ampla notoriedade nacional e internacional.

## Biografia
Nascido em Berkeley, na Califórnia, fez seu bacharelado em Biologia no Colorado College. Na Universidade de Michigan fez seu mestrado e doutorado, na mesma área. Tem trabalhado especialmente em questões dos agro-ecossistemas tropicais, desmatamento, degradação ambiental e seu impacto sobre a sociedade, desenvolvimento sustentável e mudanças climáticas. Tem vasta bibliografia publicada, onde se incluem estudos que contribuíram para a ampliação do conhecimento sobre as queimadas, a capacidade de suporte humano em áreas de colonização, o ritmo, causas e impactos ambientais de desmatamento na Amazônia; para o desenvolvimento de técnicas de manejo sustentável da natureza, e para a renovação das metodologias de avaliação das emissões de gases estufa, entre outros tópicos.

## Carreira
Iniciou sua carreira profissional assim que encerrou seu bacharelado, partindo para a Ásia como agente do Peace Corps, uma entidade de ajuda tecnológica e humanitária do governo norte-americano, atuando entre 1969 e 1971 no estado do Rajastão, na Índia, e também na China, como consultor dos governos locais no manejo de recursos hídricos. Retornando aos Estados Unidos, terminou seus estudos superiores, pretendendo voltar depois para a Índia, mas o início de um conflito armado fez com que dirigisse seus interesses para a Amazônia, instalando-se no Brasil, onde desde 1978 é cientista do Instituto Nacional de Pesquisas da Amazônia (INPA), com sede em Manaus. Há quase vinte anos é pesquisador titular na Coordenação de Pesquisas em Ecologia do INPA. Desde 1983 vem aprofundando seus estudos sobre o impacto do desmatamento no efeito estufa, tentando evidenciar a importância econômica, política e social da preservação das florestas, além de sua importância ecológica.
Foi identificado pelo Instituto Thomson de Informações Científicas como o segundo mais citado cientista no mundo na área de aquecimento global, e em 2011 foi identificado como o sétimo mais citado no mundo na área de desenvolvimento sustentável. Tem vários trabalhos premiados e participou da equipe editorial de várias revistas científicas, como Forest Ecology and Management, Environmental Conservation, Global Environmental Change, Mitigation and Adaptation Strategies for Global Change, Ciência Hoje, Acta Amazonica e  Oecologia Brasiliensis.
Entre as distinções que recebeu estão o Prêmio Nacional de Ecologia do CNPq/CVRD//PETROBRAS (1988); o Prêmio Global 500 do Programa das Nações Unidas para o Meio Ambiente (1991); o Prêmio Von Martius da Câmera de Comércio Brasil-Alemanha (2003); o Prêmio Fundação Conrado Wessel na área de Ciência Aplicada ao Meio Ambiente (2004); o Prêmio Chico Mendes do Ministério do Meio Ambiente, na área de Ciência e Tecnologia (2006); o Prêmio Ford, categoria Conquista Individual, da Ford Motor Company & Conservation International (2007); o Prêmio do Conselho Empresarial Brasileiro para o Desenvolvimento Sustentável, categoria Hors concours, que reconheceu iniciativas de desenvolvimento economicamente viáveis, ambientalmente responsáveis e socialmente justas (2007); o Prêmio Professor Samuel Benchimol de Empreendedorismo Consciente, categoria Meio Ambiente, do Ministério do Desenvolvimento, Indústria e Comércio Exterior (2007); o Prêmio Scopus de Elsevier & CAPES (2009), que reconhece pesquisadores que contribuíram de forma significativa para o aumento da produção científica do país e pela formação de novos doutores, e o Prêmio Péter Murányi de Desenvolvimento Científico e Tecnologia (2011).
É membro de uma série de associações e comitês científicos de alto nível do Brasil e do estrangeiro, como a Academia Brasileira de Ciências, a Academia de Ciências de Chicago, a Sociedad Científica Mexicana de Ecologia, a Linnean Society e o Intergovernmental Panel on Climate Change (IPCC). Foi consultor sênior do Banco Mundial em grandes estudos de impacto ambiental e um dos principais responsáveis pela criação da Reserva Ecológica de Ouro Preto do Oeste. Com a equipe do IPCC foi um dos recipientes do Prêmio Nobel da Paz de 2007.
Tem sido uma voz ativa na defesa do meio ambiente brasileiro e no alerta para os perigos do desmatamento e do aquecimento global. Em 2003 a Revista Pesquisa Fapesp publicou uma matéria sobre o biólogo e relatou que "hoje, três décadas após desembarcar na região, Fearnside acumula experiência de campo – morou até em agrovilas à beira da Transamazônica para fazer seu doutorado – e saber científico sobre a Amazônia raramente encontrados em brasileiros. [...] Seu nome é referência internacional em muitos dos temas que tornam a grande mata tropical um assunto importante e polêmico, como a possível relação do desmatamento da floresta com as mudanças climáticas no planeta e o impacto da implantação de estradas, barragens e projetos agropecuários na região. Por seus trabalhos em prol do desenvolvimento sustentável, contra projetos ofensivos ao meio ambiente, como a construção da usina hidrelétrica de Balbina nos anos 1980, costuma ser atacado pelos defensores do progresso a todo custo, às vezes com tintas xenófobas".